# Robert Griffin III
Pour les articles homonymes, voir Griffin.
(en) Statistiques sur pro-football-reference
Robert Lee Griffin III, dit « Robert Griffin III » et souvent surnommé RG3 ou RGIII, né le 12 février 1990 dans la préfecture d'Okinawa au Japon, est un sportif professionnel américain de football américain ayant évolué au poste de quarterback dans la National Football League (NFL) pendant neuf saisons (2012-2020). 
Sélectionné en 2e choix lors du premier tour de la draft 2012 de la NFL par la franchise des Redskins de Washington, il y reste quatre saisons avant de rejoindre les Browns de Cleveland (2016) et terminer sa carrière professionnelle chez les Ravens de Baltimore (2017-2020).
Il est engagé en août 2021 par ESPN en tant qu'analyste du football américain pour les matchs de la NCAA et de la NFL.
Au niveau universitaire, il a joué pour les Bears de l'université Baylor de la NCAA Division I FBS où il remporte le trophée Heisman 2011.

## Biographie

### Jeunesse
Griffin est né dans une base américaine présente au Japon, de l'union de deux sergents de l'U.S. Army. Ayant souvent déménagé durant son enfance, Robert et sa famille s'installent finalement à Copperas Cove au Texas en 1997.
Il commence par pratiquer plusieurs sports, le football américain, mais aussi le basket-ball et l'athlétisme, se révélant être un sportif talentueux et complet. Il est ainsi l'un des joueurs les plus demandés par les recruteurs universitaires. Après avoir été tenté de rejoindre l'Université de Houston, il se décide finalement pour l'Université Baylor, un choix justifié par leur programme d'athlétisme de qualité.

### Carrière universitaire
Il commence à étudier à l'Université Baylor en 2008, et joue dès sa saison freshman pour les Bears de Baylor. Pour cette première saison, il débute 11 des 12 matchs des Bears en tant que quarterback titulaire. Même si l'équipe termine sur un bilan de 4 victoires pour 8 défaites, il est nommé freshman offensif de l'année de la Big 12 Conference.
Sa saison 2009 s'arrête prématurément dès le troisième match à la suite d'une rupture du ligament croisé. Cette blessure l'oblige à ne plus pouvoir fouler un terrain de l'année.
Ayant été blessé moins de 30 % de la saison, il obtient le statut de redshirt pour l'année 2009 et débute celle 2010 comme sophomore. Il fait un bon retour, permettant à son équipe d'obtenir un bilan positif pour 7 victoires et 6 défaites, complétant 67 % de ses passes pour 3 500 yards, inscrivant 22 touchdowns pour seulement 8 interceptions et ajoutant 635 yards et 8 touchdowns à la course.
Griffin prend une autre dimension durant la saison 2011, durant son année junior. Grâce à des statistiques excellentes (72,4 % de passes complétées pour 4 293 yards, 37 touchdowns pour 6 interceptions, avec à la course 10 touchdowns inscrits et 699 yards gagnés), il parvient à emmener la faible équipe des Bears au bilan de 10 victoires et 3 défaites. Cela lui permet de jouer son premier bowl. Il remporte l'Alamo Bowl 2011, 67 à 56 contre les Huskies de Washington, ce qui constitue le plus grand score cumulé pour un bowl universitaire. Après cette saison extraordinaire, il est en lutte avec Andrew Luck pour la plupart des trophées. Il remporte le plus prestigieux en décrochant le trophée Heisman, mais également le Davey O'Brien Award et le Manning Award récompensant le meilleur quarterback universitaire de la saison. Il est également nommé joueur universitaire de l'année par l'Associated Press.
À l'issue de cette saison, il décide de mettre un terme à sa carrière universitaire avec un an d'avance et se présente à la draft 2012 de la NFL.

### Carrière professionnelle
| Taille              | Poids           | Bras           | Main          | Sprint   | Sprint   | Sprint   | Shuttle 20 yards | 3 cones drill | Détente       | Détente             | Développé couché | Test Wonderlic |
| Taille              | Poids           | Bras           | Main          | 40 yards | 10 yards | 20 yards | Shuttle 20 yards | 3 cones drill | verticale     | horizontale         | Développé couché | Test Wonderlic |
| 1,89 m (6 ft 2⅜ in) | 101 kg (113 lb) | 82 cm (32¼ in) | 24 cm (9½ in) | 4,41 s   | -        | -        | -                | -             | 99 cm (39 in) | 3,05 m (10 ft 0 in) | -                | -              |

#### Draft 2012
Avant son année junior au sein de la NCAA, Griffin n'était pas considéré comme un choix de premier tour de draft,,. Néanmoins, pendant la première moitié de saison, il attire l'attention des prospecteurs et analystes de la NFL et certains prédisent qu'il sera choisi dans les premiers rangs du premier tour de la draft,. Griffin, grâce à ses prestations, est considéré unanimement en fin de saison universitaire 2011 comme le deuxième quartertback de la draft derrière Andrew Luck, ce dernier étant désigné unanimement comme premier choix probable,.
Le 2e choix appartient aux Rams de Saint-Louis qui, ayant un quarterback titulaire solide en la personne du premier choix de la draft 2010, Sam Bradford, n'étaient en aucun cas intéressés par Griffin. Finalement, les Rams échangent leur deuxième choix contre quatre tours de draft aux Redskins de Washington : 
- leur 6e choix et leur sélection de deuxième tour de la draft 2012
- leur sélection de premier tour de la draft 2013
- leur sélection de premier tour de la draft 2014.

Comme attendu, Griffin est choisi en tant que 2e choix global par les Redskins de Washington. Il devient d'une part le deuxième joueur de Baylor en quatre ans à être choisi aussi haut dans une draft après Jason Smith en 2009 et d'autre part le premier quarterback de Baylor à être choisi aussi haut depuis Adrian Burk (en) en 1950,,.

#### Redskins de Washington

##### Saison 2012

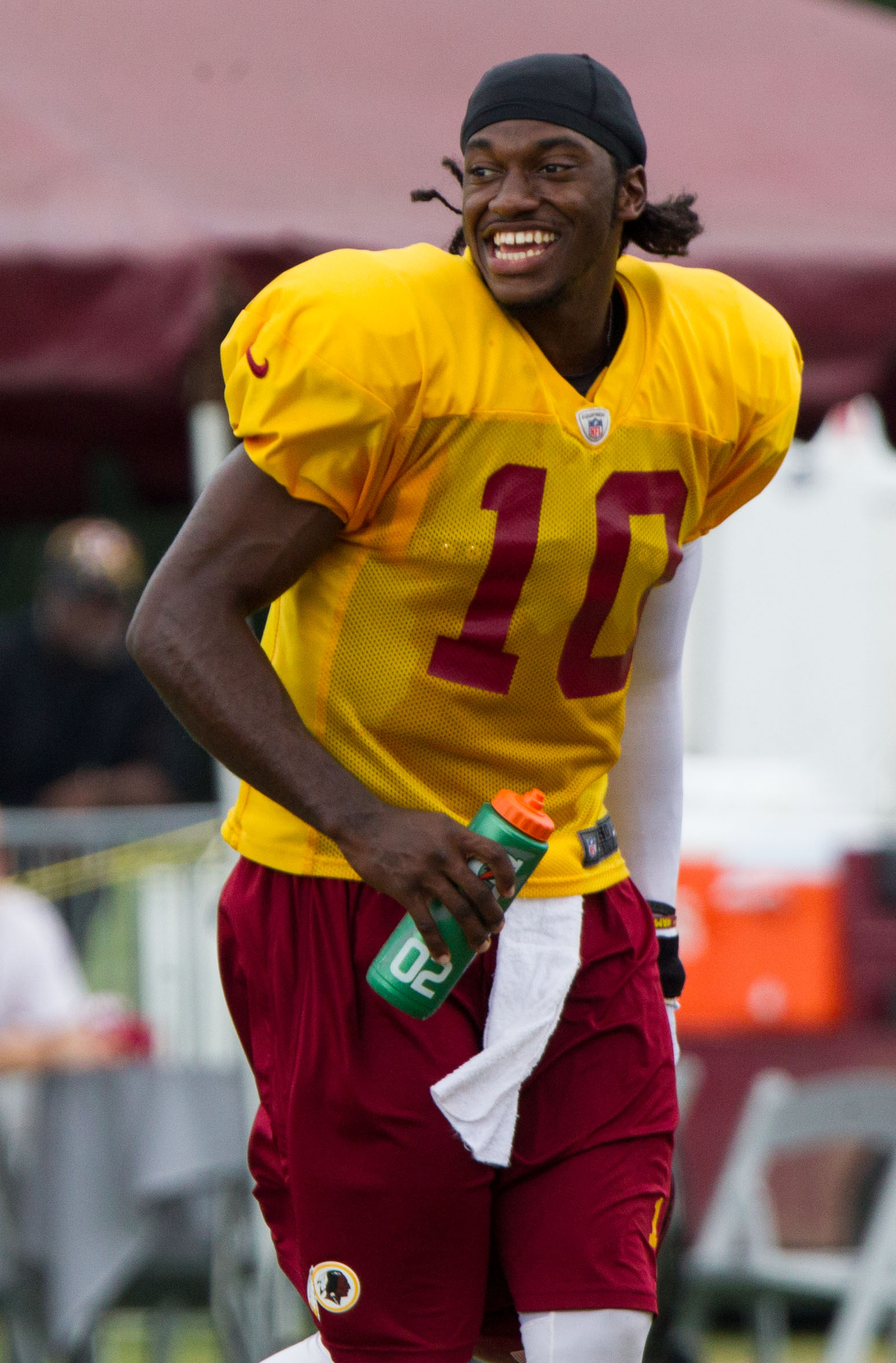
Griffin chez les Redskins.

Il signe avec les Redskins un contrat de 4 ans pour 21,1 millions de dollars. Il reçoit le no 10, et voit son maillot être floqué du nom « Griffin III », devenant le premier joueur de l'une des quatre grandes ligues de sport professionnel nord-américaines (NFL, NBA, LNH et MLB) à avoir un chiffre romain être accolé à son maillot.
Le 9 septembre 2012, il est nommé quarterback titulaire pour la saison 2012, devenant le premier quarterback titulaire de la NFL né dans les années 1990. Son premier match officiel est une victoire de 40 à 32 face aux Saints de La Nouvelle-Orléans, où il complète 19 passes sur 26 pour 320 yards et 2 touchdowns. Il est nommé meilleur joueur offensif de la NFC de la semaine, une première pour un joueur lors de son premier match. Il est également nommé pour la première fois meilleur débutant de la semaine. Il reçoit de nouveau cette récompense au cours de la 4e semaine lors de la victoire face aux Buccaneers de Tampa Bay où, même s'il ne marque qu'un touchdown à la course, il complète 74 % de ses passes pour 323 yards. Il est finalement nommé meilleur débutant du mois de septembre après avoir conduit les Redskins à un bilan de 2 victoires et 2 défaites lors du mois.
Il est une troisième fois nommé meilleur débutant lors de la 6e semaine, avec une victoire 38 à 26 contre les Vikings du Minnesota, ce qui constitue sa première victoire à domicile. Il réalise notamment, durant ce match, une course de 76 yards pour un touchdown. Le 14 novembre, il est nommé co-capitaine de l'équipe. Pour son premier match avec ce statut (victoire contre les Eagles de Philadelphie), il devient le 35e et plus jeune quarterback (et le 2e débutant, avec Drew Bledsoe) à réaliser un match avec une évaluation parfaite de 158,3 après avoir complété 14 passes sur 15 pour 200 yards et 4 touchdowns. Il est nommé meilleur joueur offensif de la NFC pour la deuxième fois de la saison.
Alors qu'il est sur une série de quatre matchs consécutifs avec une évaluation de plus de 100, il est blessé au cours de la 14e journée par un plaquage de Haloti Ngata directement dans son genou droit. Après avoir essayé de jouer, il est finalement remplacé par un autre débutant, Kirk Cousins, lequel parvient à remporter le match. La semaine suivante, il reste sur le banc pour se soigner. Bien que la blessure ne semble pas totalement guérie, il revient pour les deux derniers matchs de la saison et parvient à arracher deux victoires. Celles-ci permettent aux Redskins de terminer sur un bilan de 10 victoires pour 6 défaites. Ils remportent leur premier titre de division NFC Est depuis 1999.
En phase éliminatoire (playoffs), il affronte au tour préliminaire les Seahawks de Seattle menés par un autre débutant, Russell Wilson. Griffin se blesse de nouveau gravement au genou, et ne peut terminer le match lequel se termine par une défaite pour son équipe. Atteint d'une déchirure des ligaments croisés et du ligament collatéral fibulaire du genou droit, il se fait opérer le 9 janvier et profite de l'intersaison pour effectuer sa convalescence.
Il termine la saison avec des statistiques exceptionnelles : 65,6 % de passes complétées pour 3 200 yards, 20 touchdowns, 5 interceptions et une évaluation du quarterback record pour un débutant de 102,4. Il a été nommé au total sept fois meilleur débutant de la semaine et deux fois meilleur débutant du mois (en septembre et novembre). Il est désigné par l'Associated Press meilleur débutant offensif de la saison. Il reçoit également une invitation au Pro Bowl, qu'il ne peut honorer du fait de sa blessure en phase éliminatoire.

##### Saison 2013

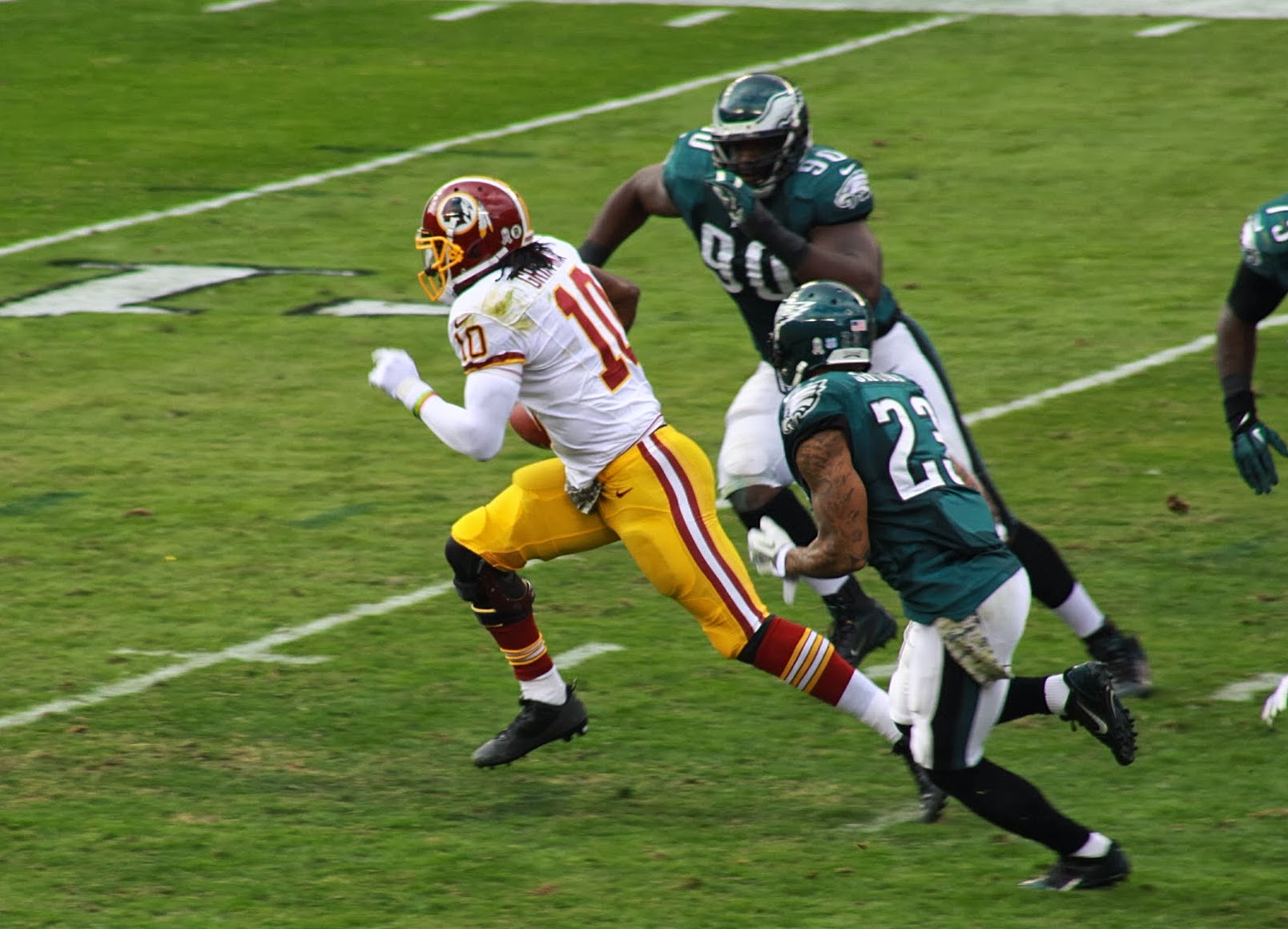
Griffin lors d'une course lors du match contre les Eagles en 2013.

Après quelques controverses concernant l'état physique de Griffin (il n'a joué aucun des matchs de pré-saison), celui-ci débute néanmoins le match contre les Eagles de Philadelphie lequel se solde par une défaite. Il ne réussit pas à rééditer ses prestations de 2012 durant la première partie de la saison et reste statistiquement en dessous des espoirs portés en lui jusqu'au match de la 7e semaine contre les Bears de Chicago. Il mène son équipe à la victoire 45 à 21, enregistrant 298 yards à la passe, inscrivant 2 touchdowns, dont un de 45 yards à la suite d'une passe réceptionnée par Aldrick Robinson (en).
La défaite 27 à 6 contre les 49ers de San Francisco en 12e semaine est le tout premier match de sa carrière universitaire et professionnel où Griffin n'inscrit pas de touchdown. Le 11 décembre, les Redskins étant mathématiquement exclus de la course aux éliminatoires, l'entraîneur principal Mike Shanahan déclare que Griffin sera inactif pour les trois derniers matchs de la saison. C'est Kirk Cousins qui la termine comme titulaire au poste de quarterback. Il assure que cela est fait afin d'éliminer tout risque de blessure supplémentaire à Griffin. Il termine ainsi la saison 2013 avec 3 203 yards à la passe, 16 touchdowns à la passe, 12 interceptions, 86 courses pour un gain supplémentaire de 489 yards et un touchdown à la course.

##### Saison 2014

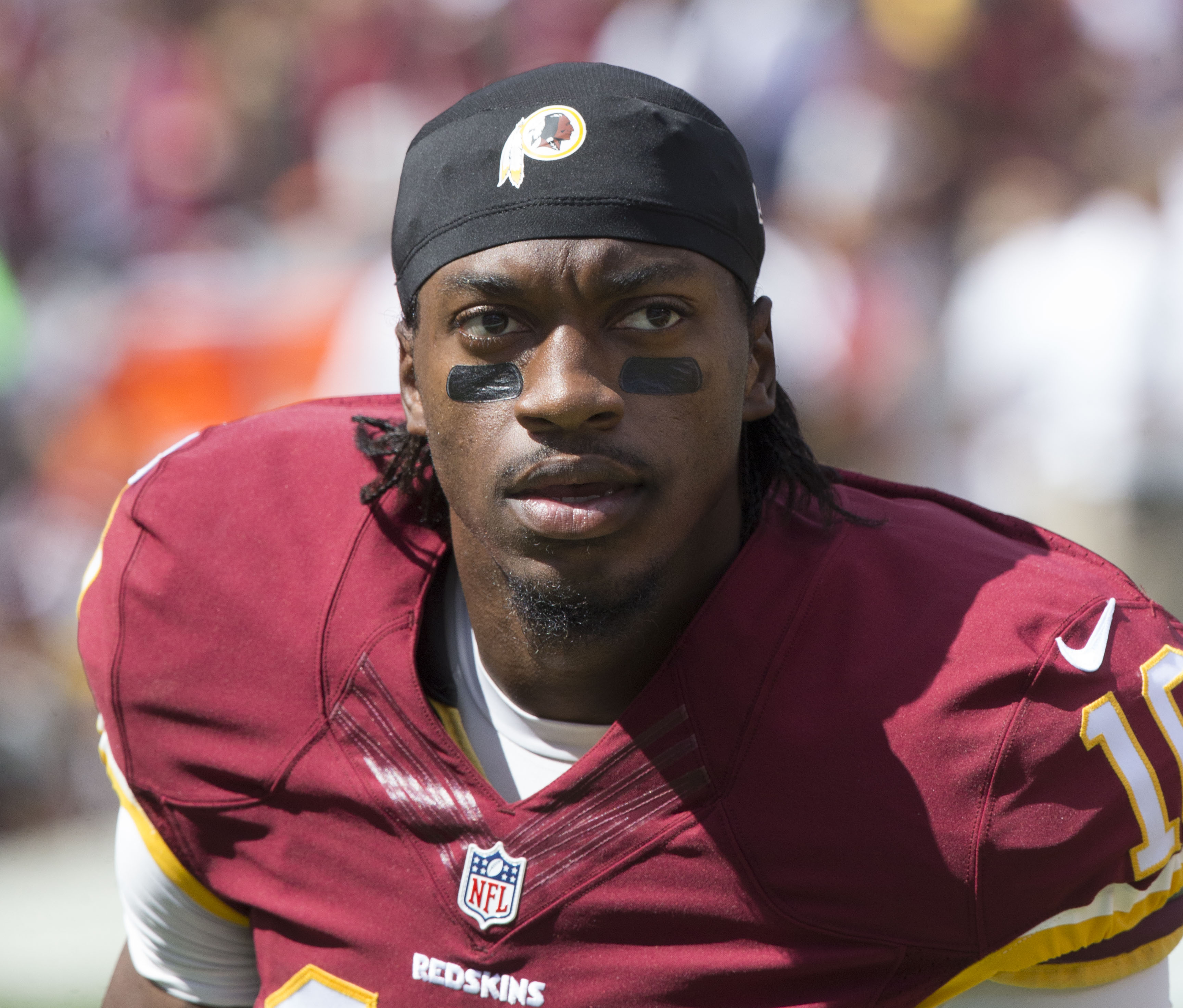
Griffin en 2014 chez les Redskins.

Le 14 septembre 2014, en 2e semaine contre les Jaguars de Jacksonville, Griffin est sorti du terrain souffrant d'une luxation de la cheville gauche. Les rayons X et les IRM ne révèlent pas de fracture de la cheville. Le 29 octobre, l'équipe annonce que Griffin devait effectuer son retour en 9e semaine contre les Vikings du Minnesota. Les Redskins perdent alors trois matchs consécutifs contre les Vikings, les Buccaneers et les 49ers. Le 25 novembre, la franchise annonce que Griffin est mis sur le banc au profit de Colt McCoy pour le match du dimanche contre les Colts d'Indianapolis. McCoy se blesse ensuite au niveau du cou contre les Giants de New York. Griffin le remplace et est impressionnant lors de ce match, lançant pour 236 yards inscrivant un touchdown à la passe. Griffin est désigné titulaire pour le reste de la saison après que Colt McCoy ait été mis sur la liste des blessés. Griffin joue remarquablement et gagne contre les Eagles 27 à 24, lançant pour 220 yards pour une seule interception. Lors du dernier match de la saison contre les Cowboys de Dallas (défaite 44 à 17), il lance pour 336 yards (meilleure performance de sa saison) inscrivant 2 touchdowns (un à la passe, l'autre à la course).
Comme quarterback titulaire en 2014, Griffin affiche un bilan de 2 victoires pour 5 défaites. Les Redskins terminent avec un bilan de 4 victoires pour 12 défaites et sont classés derniers de leur division.

##### Saison 2015
Lors du deuxième match de pré-saison (victoire contre les Lions de Détroit), Griffin commet un fumble. Il récupère le ballon, mais un joueur de la ligne défensive s'écroule sur le haut de son corps. Griffin subit une commotion cérébrale et est diagnostiqué « discutable » pour le prochain match contre les Ravens de Baltimore. Un médecin le déclare apte à jouer mais, quelques jours plus tard, ce même médecin se ravise et déclare Griffin inapte pour le match. Il est remplacé par Kirk Cousins. Les Redskins remportent le match et Cousins est désigné quarterback titulaire pour commencer la saison.
Le 13 septembre 2015, il est reporté que Griffin s’entraînait au poste de safety avec la scout team (en) (partie de l'effectif qui lors des entraînement qui joue contre les titulaires en imitant la tactique des futurs adversaires). Il termine la saison comme troisième dans la hiérarchie des quarterbacks derrière Cousins et Colt McCoy. Il reste inactif le reste de la saison.
Le 7 mars 2016, Griffin est libéré par les Redskins et devient agent libre,.

#### Browns de Cleveland

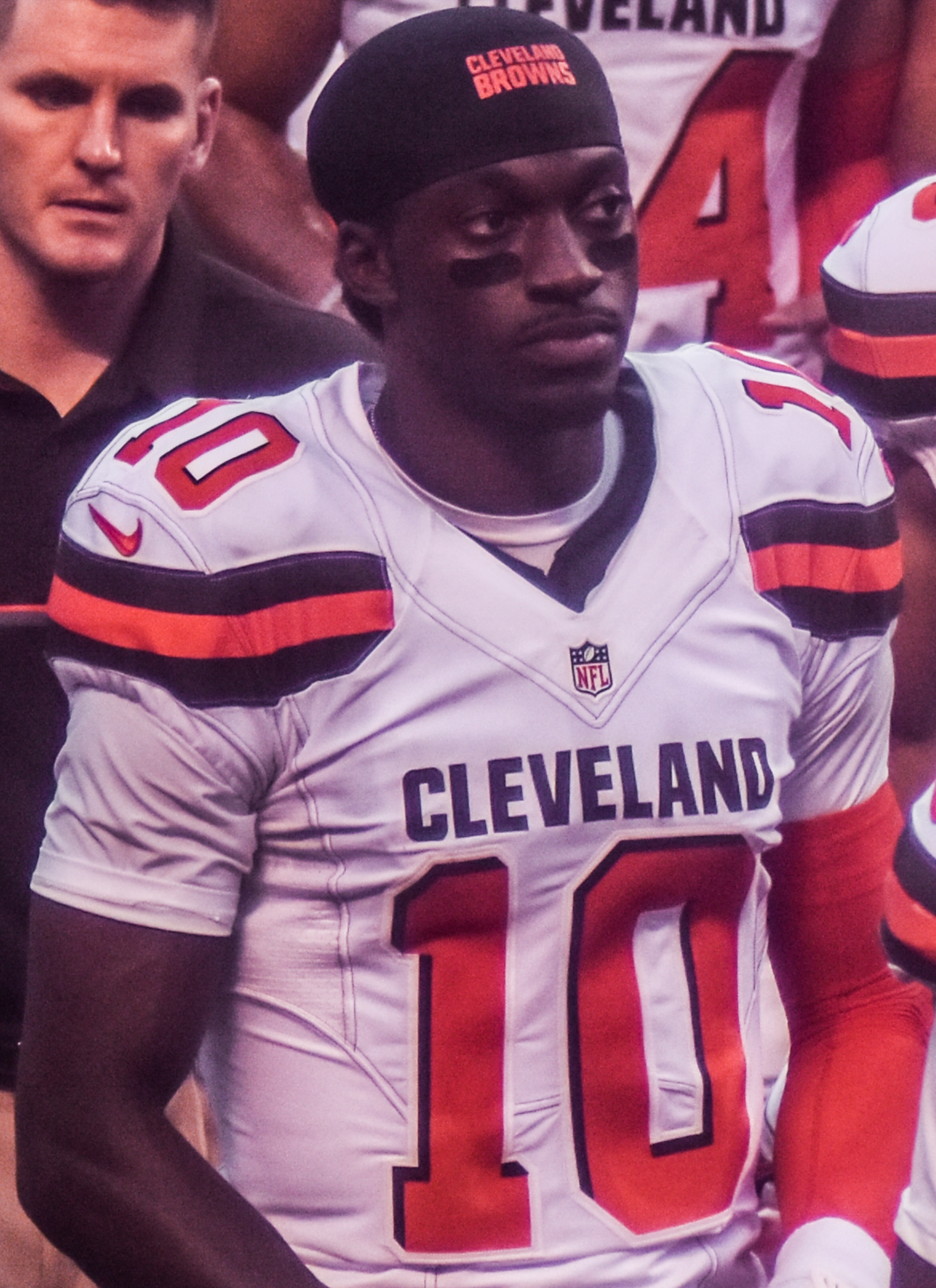
Griffin en 2016 chez les Browns.

Le 24 mars 2016, Griffin signe un contrat de deux ans pour 15 millions de dollars avec les Browns de Cleveland,. Le 8 août 2016, l'entraîneur principal des Browns, Hue Jackson (en), le désigne comme quarterback titulaire pour le début de la saison 2016.
Griffin se blesse à l'épaule lors du premier match de la saison contre les Eagles de Philadelphie (défaite) et placé sur la liste des blessés le 12 septembre. Il est réactivé le 9 décembre 2016, la veille du match de 14e semaine contre les Bengals de Cincinnati.
En 2016, Griffin joue 5 matchs, tous comme titulaire, complétant 87 passes sur 147 tentées pour un gain de 886 yards, inscrivant 2 touchdowns contre 3 interceptions. À la course, il gagne également 190 yards et inscrit 2 touchdowns.
Le 10 mars 2017, Griffin est libéré par les Browns et devient agent libre.

#### Ravens de Baltimore
Le 4 avril 2018, Griffin signe un contrat d'un an avec les Ravens de Baltimore. Le 2 septembre 2018, il est désigné comme remplaçant de Joe Flacco. Griffin apparaît lors de trois matchs au cours de la saison.
Le 21 mars 2019, Griffin signe un nouveau contrat de deux ans avec les Ravens.
Le 28 juin 2019, Griffin se fracture le pouce. Griffin se rétablit à temps pour le premier match de la saison régulière contre les Dolphins au cours duquel il entre en fin de match en remplacement de Lamar Jackson réussissant ses six passes pour un gain de 55 yards et un touchdown (victoire 59 à 10). Il entre également lors du match en 10e semaine contre les Bengals mais en tant que running back aux côtés de Mark Ingram Jr. et de Jackson. C'est la première fois de l'histoire de la NFL que trois vainqueurs du trophée Heisman d'une même équipe étaient réunis sur un terrain. Les Ravens étant déjà assurés de terminer premier de leur conférence, pour le match en 17e semaine contre les Steelers, ils décident de laisser la plupart des titulaires au repos et désignent Griffin en tant que titulaire au poste de quarterback. Il y gagne 96 yards à la pase pour une interception et inscrit un touchdown de 50 yards à la course (victoire 28 à 10).
La saison suivante, Griffin est titulaire lors du match en 12e semaine contre les Steelers, Lamar Jackson ayant été texté positif au Covid-19. Il se blesse aux ischio-jambiers gauche vers la fin du deuxième quart temps mais n'est remplacé qu'au quatrième quart temps par Trace McSorley. Placé sur la liste des blessés le 4 décembre 2020, il est libéré par les ravens le 18 janvier 2021.
N'ayant pas été recruté, ESPN annonce, en août 2021, avoir engagé Griffin en tant qu'analyste pour les matchs de football américain en NCAA et en NFL. Il a néanmoins affirmé publiquement désirer continuer sa carrière de joueur professionnel, son contrat avec ESPN le lui permettant si une offre lui parvient.

## Statistiques

### Statistiques en NCAA
| Année          | Équipe         | Statut         | MJ  |         | Passes   | Passes | Passes | Passes | Passes | Passes | Passes  |       | Courses | Courses | Courses | Courses |
| Année          | Équipe         | Statut         | MJ  | Tentées | Réussies | Pct.   | Yards  | TD     | Int.   | Éval.  | Tentées | Yards | Moy.    | TD      |         |         |
| 2008           | Baylor         | Fr.            | 12  | 267     | 160      | 59,9   | 2 091  | 15     | 3      | 142,0  | 173     | 843   | 4,9     | 13      |         |         |
| 2009           | Baylor         | So.            | 3** | 069     | 045      | 65,2   | 0481   | 04     | 0      | 142,9  | 027     | 077   | 2,9     | 02      |         |         |
| 2010           | Baylor         | Jr.            | 13  | 454     | 304      | 67,0   | 3 501  | 22     | 8      | 144,2  | 149     | 635   | 4,3     | 08      |         |         |
| 2011           | Baylor         | Sr.            | 13  | 402     | 291      | 72,4   | 4 293  | 37     | 6      | 189,5  | 161     | 699   | 3,9     | 10      |         |         |
| Totaux en NCAA | Totaux en NCAA | Totaux en NCAA | 41  | 1 159   | 776      | 66,1   | 10 071 | 78     | 17     | 155,3  | 510     | 2 199 | 4,3     | 32      |         |         |

- **Griffin ne joue que 3 matchs à cause d'une blessure (déchirure) encourue lors de la première période du troisième match lors de son année sophomore.
- En 2009, Griffin effectue un punt de 59 yards.
- En 2011, Griffin effectue 3 punts pour un total de 99 yards, le plus long étant de 39 yards.

### Statistiques professionnelles
| Année              | Équipe                 | MJ |                                    | Passes                             | Passes                             | Passes                             | Passes                             | Passes                             | Passes                             | Passes  |       | Courses | Courses | Courses | Courses |     | Sacks  | Sacks |  | Fumbles | Fumbles |
| Année              | Équipe                 | MJ | Tentées                            | Réussies                           | Pct.                               | Yards                              | TD                                 | Int.                               | Éval.                              | Tentées | Yards | Moy.    | TD      | Nb.     | Yards   | Nb. | Perdus |       |  |         |         |
| 2012               | Redskins de Washington | 15 | 393                                | 258                                | 65,6                               | 3 200                              | 20                                 | 05                                 | 102,4                              | 120     | 815   | 6,8     | 7       | 30      | 217     | 12  | 2      |       |  |         |         |
| 2013               | Redskins de Washington | 13 | 456                                | 274                                | 60,1                               | 3 203                              | 16                                 | 12                                 | 082,2                              | 086     | 489   | 5,7     | 0       | 38      | 274     | 11  | 4      |       |  |         |         |
| 2014               | Redskins de Washington | 09 | 214                                | 147                                | 68,6                               | 1 694                              | 04                                 | 06                                 | 086,9                              | 038     | 176   | 4,6     | 1       | 33      | 227     | 09  | 4      |       |  |         |         |
| 2015               | Redskins de Washington |    | Ne joue pas à cause d'une blessure | Ne joue pas à cause d'une blessure | Ne joue pas à cause d'une blessure | Ne joue pas à cause d'une blessure | Ne joue pas à cause d'une blessure | Ne joue pas à cause d'une blessure | Ne joue pas à cause d'une blessure |         |       |         |         |         |         |     |        |       |  |         |         |
| 2016               | Browns de Cleveland    | 05 | 147                                | 087                                | 59,2                               | 0886                               | 02                                 | 03                                 | 072,5                              | 031     | 190   | 6,1     | 2       | 22      | 138     | 04  | 1      |       |  |         |         |
| 2018               | Ravens de Baltimore    | 03 | 06                                 | 02                                 | 33,3                               | 021                                | 0                                  | 0                                  | 044,4                              | -       | -     | -       | -       | 0       | 0       | 0   | 0      |       |  |         |         |
| 2019               | Ravens de Baltimore    | 07 | 038                                | 028                                | 60,5                               | 0225                               | 01                                 | 02                                 | 064,0                              | 020     | 070   | 3,5     | 0       | 05      | 019     | 0   | 0      |       |  |         |         |
| 2020               | Ravens de Baltimore    | 04 | 014                                | 08                                 | 57,1                               | 042                                | 0                                  | 02                                 | 022,6                              | 012     | 069   | 5,8     | 0       | 03      | 020     | 01  | 1      |       |  |         |         |
| Totaux en carrière | Totaux en carrière     | 56 | 1 268                              | 799                                | 63,0                               | 9 271                              | 43                                 | 30                                 | 86,5                               | 307     | 1 809 | 5,9     | 10      | 131     | 895     | 37  | 12     |       |  |         |         |

| Année              | Équipe                 | MJ                 |         | Passes   | Passes | Passes | Passes | Passes | Passes | Passes  |       | Courses | Courses | Courses | Courses |     | Sacks  | Sacks |  | Fumbles | Fumbles |
| Année              | Équipe                 | MJ                 | Tentées | Réussies | Pct.   | Yards  | TD     | Int.   | Éval.  | Tentées | Yards | Moy.    | TD      | Nb.     | Yards   | Nb. | Perdus |       |  |         |         |
| 2012               | Redskins de Washington | 1                  | 19      | 10       | 56,9   | 84     | 2      | 1      | 77,5   | 5       | 21    | 4,2     | 0       | 2       | 16      | 1   | 1      |       |  |         |         |
| Totaux en carrière | Totaux en carrière     | Totaux en carrière | 19      | 10       | 56,9   | 84     | 2      | 1      | 77,5   | 5       | 21    | 4,2     | 0       | 2       | 16      | 1   | 1      |       |  |         |         |

## Trophées, records et récompenses

### NCAA

#### Trophées et récompenses
- En 2011 :
  - Vainqueur du trophée Heisman ;
  - Meilleur joueur de la saison universitaire par l' Associated Press ;
  - Vainqueur du Davey O'Brien Award ;
  - Vainqueur du Manning Award ;
  - Reconnu à l'unanimité joueur All-American ;
  - Sélectionné dans l'équipe type de la Big 12 Conference ;
  - Finaliste du trophée Walter Campbell Player of the Year ;
  - Finaliste du for Johnny Unitas Golden Arm Award ;
  - Finaliste du Wuerffel Trophy ;
  - Demi-finaliste du Maxwell Award.

- En 2010 :
  - Sélectionné dans l'équipe type de la Big 12 Conference ;
  - Demi-finaliste du Maxwell Award ;
  - Demi-finaliste du Walter Campbell Player of the Year.

- En 2008 : 
  - Meilleur débutant offensif de l'année en Big 12 Conference (décerné par les entraîneurs de la ligue[55] et les médias[56],[57]) ;
  - Meilleur joueur offensif de la semaine en  Big 12 Conference (7 au 14 septembre)[58] ;
  - Sélectionné dans l'équipe type des débutants par le Sporting News[59] et Rivals.com[60] ;
  - Médaillé d'or au 400 mètres haies en Big 12 Conference ;
  - Reconnu All-American en athlétisme en 400 mètres haies ;
  - MVP offensif des Bears de Baylor.

#### Records
Griffin, lors de sa carrière universitaire, a établi ou égalé, 8 records de match, 26 records de saison et 20 records de l'université Baylor  :
- Sur la carrière universitaire :
  - + grand nombre de yards gagnés à la passe sur la carrière : 10 366 ;
  - + grand nombre de touchdowns inscrits à la passe sur la carrière : 78 ;
  - + haute évaluation moyenne du quarterback sur une carrière : 158,9 ;
  - + haut pourcentage de passes réussies sur la carrière : 67,1 ;
  - + grand nombre de yards gagnés en attaque sur la carrière : 12 620 ;
  - + grand nombre de touchdowns inscrits à la course par un quarterback sur la carrière : 23 ;
  - + grand nombre de matchs à plus de 100 yards gagnés à la course par un quarterback sur une saison : 4 ;
  - + grand nombre de matchs à plus de 100 yards gagnés à la course par un quarterback sur la carrière : 5.

- En 2011 :
  - + grand nombre de yards gagnés à la passe sur une saison : 4 293 ;
  - + grand nombre de touchdowns inscrits à la passe sur une saison : 37 ;
  - + haute évaluation moyenne du quarterback sur une saison : 189,5 ;
  - + haut pourcentage de passes réussies sur une saison : 72,4 ;
  - + grand nombre de yards gagnés en attaque sur une saison : 4 992.

- En 2008 :
  - + grand nombre de yards gagnés à la course par un joueur de 1re année (freshman) : 843 ;
  - + grand nombre de yards gagnés à la course par un quarterback : 843 ;
  - + grand nombre de yards gagnés à la course sur un match : 217[62] ;
  - + grand nombre de yards gagnés en moyenne par course sur un match : 19,7[62] (contre Washington State, 11 courses pour 217 yards, également record de la Big 12) ;
  - + grand nombre de touchdowns inscrits à la course sur la saison : 13 (record égalé) ;
  - + grand nombre de touchdowns inscrits à la course sur la saison par un quarterback : 13 ;

### NFL
- Meilleure évaluation pour un quarterback durant sa saison débutant (rookie) : 102,4 ;
- Meilleur ratio touchdown-interception pour un quarterback débutant : 4 pour 1.

## Vie privée
En 2009, Griffin commence à fréquenter Rebecca Liddicoat, une étudiante de l'Université Baylor. Ils se marient le 6 juillet 2013,. Rebecca donne naissance à leur premier enfant, Reese Ann Griffin, le 21 mai 2015. Le 16 août 2016, le couple se sépare et une procédure de divorce est initiée.
En août 2016, Griffin et l'heptathlète estonienne Grete Šadeiko (en) entament une liaison. Ils se fiancent le  13 mai 2017. Le 2 juillet 2017, Griffin annonce via Instagram la naissance de leur fille, Gloria Griffin,. Le couple se marie le 10 mars 2018.
Griffin a grandi comme supporter des Broncos de Denver et de Mike Shanahan, sous les ordres duquel il jouera pendant deux ans aux Redskins. Griffin est Protestant et a déclaré que sa relation avec Dieu est son influence la plus importante,.
Avant le début de sa première saison avec les Redskins, Griffin a signé plusieurs contrats publicitaires avec des sociétés telles que Adidas, Castrol Motor Oil, EA Sports, EvoShield (en), Gatorade, Nissan, et Subway. Selon ESPN, Griffin a gagné plus d'argent que n'importe quel autre débutant de l'histoire de la NFL avant même d'avoir lancé son premier ballon en match officiel.